# Aziziyeh
Aziziyeh (em persa: عزيزيه, também romanizado como 'Azīzīyeh) é uma vila no distrito rural de Eshaqabad, distrito de Zeberkhan, condado de Nishapur, província de Razavi Khorasan, no Irão. No censo de 2006, a sua população era de 53, agrupada em 15 famílias.